# Castiarina hawkeswoodi
Castiarina hawkeswoodi es una especie de escarabajo del género Castiarina, familia Buprestidae. Fue descrita científicamente por Peterson en 1987.